# Fréculf de Lisieux
Fréculf (Freculphus Lexoviensis Episcopus) est un évêque de Lisieux de 825 à 852.

## Biographie
Fréculf est le premier titulaire du siège de Lisieux depuis longtemps. À son arrivée, il ne trouve aucun exemplaire complet de la Bible, comme l'atteste la correspondance qu'il entretient avec Raban Maur, abbé de Fulda (822-842). Il s'y plaint du manque de livres de toute sorte dans son diocèse. Toutefois, ceci ne doit pas être pris au pied de la lettre pour Lucien Musset qui y voit surtout le regret de se trouver loin des centres intellectuels du monde carolingien.
Il est connu comme l'auteur d'une chronique ou Histoire universelle, dédiée à Charles le Chauve.

## Manuscrits
- "Auxerre - BM - ms. 0091". Origine : Abbaye de Pontigny
- "Avranches - BM - ms. 0160". Origine :Mont-Saint-Michel
- Ministère de la Culture - Enluminures

## Œuvres
- Éd. Abbé Migne in Patrologie Latine, 106, p. 915-1258
- Éd. Michaud-Quantin P., Cordoliani A., Mathieu M., Jeauneau E., Natuewicz Ch.-F., Préaux J. & Schneyer J.B. in Horae Eruditae - Ad Codices Sancti Michaelis de Periculo Maris
- Éd. Michael Allen, Opera Omnia, Corpus Christianorum Continutio Mediaevalis 169, Turnhout, Louvain, 2010.